# Rafael Gallardo
Rafael Gallardo Muñoz (Málaga, España, 11 de enero de 1954) es un exfutbolista español que se desempeñaba como defensa.

## Clubes
| Club                  | País   | Año       |
| --------------------- | ------ | --------- |
| C. D. Málaga          | España | 1977-1979 |
| R. C. D. Mallorca     | España | 1981-1985 |
| Atlético Baleares     | España | 1985-1986 |
| Polideportivo Almería | España | 1986-1987 |
| C.D Antequera         | España | 1987-1989 |